# サカリヤ県
サカリヤ県（サカリヤけん、トルコ語: Sakarya ili）は、トルコ北西部、マルマラ地方の県。北は黒海に接しており、東から、デュズジェ、ボル、ビレジク、ブルサ、コジャエリの各県と接している。北部は黒海海岸になっている。黒海地方にも同名の町がある。サカリヤ川は波打った河口の美しい風景を生み出している。サカリヤ大都市自治体とは同一の範囲である。県都は県名と違いアダパザルである。県都と県名が違う件はトルコでは4県のみである。
黒海とも近いため気候は典型的な地中海性気候である。寒くなることはなく、冬は雨と晴れが交互に来る。夏は暖かく、心地よい。河川のおかげで非常に肥沃な土地であり、農業が盛ん。サカリヤにはアンカラ-イスタンブール高速道路が通っており、これは鉄道、空港などとの接続も良い。イスタンブールには一番近い空港がある。旅客に良い様々な場所はイスタンブールから簡単に来ることができる。

## 歴史
サカリヤが最初に歴史に見られるのは378年である。この地域はフリッグ、バリスィアン、キンメリア、リディア、ペルシャ、ローマ、ビザンチン、オスマン帝国と支配者を変えた。
中でもサカリヤの伝承にはローマやビザンチンの物がおおい。最も重要な歴史建築はベシュキョプリュ橋である。553年にビザンチン帝国のユスチニアヌス帝が建てたものであり、ユスチニアヌス橋とも呼ばれる。
2000年にアダパザルは大都市自治体に指定され、2008年に大都市自治体の名称はサカリヤに改称した。2012年の大都市自治体の指定範囲拡大により、サカリヤ県とサカリヤ大都市自治体は同一の範囲となっている。

## 下位自治体
- アダパザル（Adapazarı）
- アキヤズ（Akyazı）
- アリフィイェ（Arifiye）
- エレンレル（Erenler）
- フェリズリ（Ferizli）
- ゲイヴェ（Geyve）
- ヘンデク（Hendek）
- カラピュルチェク（Karapürçek）
- カラス（Karasu）
- カイナルジャ（Kaynarca）
- コジャーリ（Kocaali）
- パムコヴァ（Pamukova）
- サパンジャ（Sapanca）
- セルディヴァン（Serdivan）
- セユトリュ（Söğütlü）
- タラクル（Taraklı）